# Ibrahim Ahmad
Ibrahim Ibrahim Ahmad (arab. إبراهيم إبراهيم أحمد) – egipski zapaśnik walczący w stylu wolnym. Srebrny medalista igrzysk afrykańskich w 1999 i brązowy w 1995. Trzeci na mistrzostwach Afryki w 2003. Wicemistrz igrzysk panarabskich w 1999. Mistrz arabski w 1995 roku.